# Unterseeboot UC-51
Pour les autres navires du même nom, voir Unterseeboot 51.
L'Unterseeboot UC-51 est un sous-marin (U-Boot) mouilleur de mines allemand de type UC II utilisé par la Kaiserliche Marine pendant la Première Guerre mondiale. Le U-boot a été commandé le 20 novembre 1915 et lancé le 5 décembre 1916. Il a été mis en service dans la marine impériale allemande le 6 janvier 1917 sous le nom de UC-51. En sept patrouilles, l'UC-51 a coulé 28 navires, soit par ses torpilles, soit par les mines qu’il avait posées. L'UC-51 a été coulé par une mine dans la Manche le 17 novembre 1917. L’épave a été localisée et identifiée en 2001 par l’archéologue marin Innes McCartney près de la position officielle du naufrage.

## Conception
Sous-marin de type UC II, l'UC-51 avait un déplacement de 434 tonnes en surface et de 511 tonnes en plongée. Il avait une longueur hors tout de 51,69 m, un maître-bau de 5,22 m et un tirant d'eau de 3,64 m. Le sous-marin était propulsé par deux moteurs diesel 6 cylindres à quatre temps produisant chacun 290 à 300 ch (210 à 220 kW), soit un total de 580 à 600 ch (430 à 440 kW), et par deux moteurs électriques produisant 620 ch (460 kW), actionnant deux arbres d'hélice.
Le sous-marin avait une vitesse maximale de 11,8 nœuds (21,9 km/h) en surface et de 7,2 nœuds (13,3 km/h) en immersion. Son autonomie était de 8820 à 9450 milles marins (16330 à 17500 km) à 7 nœuds (13 km/h) en surface, et de 56 milles marins (104 km) à 4 nœuds (7,4 km/h) en immersion. Il lui fallait 48 secondes pour plonger, et il était capable d’opérer à une profondeur maximale de 50 mètres.
L’UC-51 était équipé de trois tubes lance-torpilles de 500 mm, un à l’arrière et deux à l’avant, avec sept torpilles, et d’un canon de pont de 8,8 cm SK L/30. Mais son arme principale était ses six puits de mine de 1000 mm portant dix-huit mines UC 200. Son effectif était de vingt-six membres d’équipage .

## Affectations
- I Flottille : du 8 avril au 20 août 1917
- Flottilles des Flandres : du 20 août au 17 novembre 1917

## Commandants
- Kapitänleutnant Wilhelm Schröder : du 6 janvier au 28 avril 1917
- Oberleutnant zur See Hans Galster : du 29 avril au 17 novembre 1917

## Navires coulés
| Date              | Nom                | Nationalité    | Tonnage | Destin    |
| ----------------- | ------------------ | -------------- | ------- | --------- |
| 16 avril 1917     | Amanda             | Suède          | 232     | Coulé     |
| 16 avril 1917     | Polycarp           | Norvège        | 509     | Coulé     |
| 17 avril 1917     | Atalanta           | Suède          | 1091    | Endommagé |
| 4 mai 1917        | Marie              | Danemark       | 772     | Coulé     |
| 5 mai 1917        | Segovia            | Norvège        | 1394    | Coulé     |
| 18 juin 1917      | Kangaroo           | United Kingdom | 84      | Coulé     |
| 18 juin 1917      | Violet             | United Kingdom | 158     | Coulé     |
| 22 juin 1917      | Miami              | United Kingdom | 3762    | Coulé     |
| 24 juin 1917      | Hilversum          | Pays-Bas       | 1505    | Coulé     |
| 26 juillet 1917   | Ludgate            | United Kingdom | 3708    | Coulé     |
| 11 août 1917      | Gloriosa           | United Kingdom | 23      | Coulé     |
| 12 août 1917      | Eleazar            | United Kingdom | 111     | Coulé     |
| 14 août 1917      | N. Verberckmoens   | France         | 1353    | Coulé     |
| 14 août 1917      | Wisbech            | United Kingdom | 1282    | Coulé     |
| 8 septembre 1917  | Ezel               | United Kingdom | 163     | Coulé     |
| 8 septembre 1917  | Laura              | United Kingdom | 104     | Coulé     |
| 10 septembre 1917 | Jane Williamson    | United Kingdom | 197     | Coulé     |
| 10 septembre 1917 | Mary Orr           | United Kingdom | 91      | Coulé     |
| 10 septembre 1917 | Mary Seymour       | United Kingdom | 150     | Coulé     |
| 10 septembre 1917 | Moss Rose          | United Kingdom | 161     | Coulé     |
| 10 septembre 1917 | Water Lily         | United Kingdom | 111     | Coulé     |
| 11 septembre 1917 | Luxembourg         | United Kingdom | 1417    | Coulé     |
| 11 septembre 1917 | Rosy Cross         | United Kingdom | 25      | Coulé     |
| 11 septembre 1917 | William            | United Kingdom | 78      | Coulé     |
| 14 septembre 1917 | Zeta               | United Kingdom | 2269    | Coulé     |
| 15 septembre 1917 | Saint Jacques      | France         | 2459    | Coulé     |
| 9 octobre 1917    | Poldown            | United Kingdom | 1370    | Coulé     |
| 15 octobre 1917   | HMD Active III     | Royal Navy     | 81      | Coulé     |
| 20 octobre 1917   | Ionian             | United Kingdom | 8268    | Coulé     |
| 17 novembre 1917  | David Lloyd George | United Kingdom | 4764    | Endommagé |